# José Antônio de Mendonça Filho
José Antônio de Mendonça Filho, primeiro e único barão de Mundaú, foi um major da Guarda Nacional e nobre brasileiro. Recebeu seu título a 11 de julho de 1889. Pretendia-se que fosse designado Barão do Pilar, sob indicação do vice-presidente da província de Alagoas, Manuel Gomes Ribeiro, mas recebeu o título de Mundaú do ministro do império José Fernandes da Costa Pereira Júnior.